# Xã Maple Hill, Quận Wabaunsee, Kansas
Xã Maple Hill (tiếng Anh: Maple Hill Township) là một xã thuộc quận Wabaunsee, tiểu bang Kansas, Hoa Kỳ. Năm 2010, dân số của xã này là 1.136 người.